# Fulguropsis feldmanni
Fulguropsis feldmanni là một loài ốc biển, là động vật thân mềm chân bụng sống ở biển thuộc họ Melongenidae.